# Euptychoides laccine
Euptychoides laccine är en fjärilsart som beskrevs av Felder 1867. Euptychoides laccine ingår i släktet Euptychoides och familjen praktfjärilar. Inga underarter finns listade i Catalogue of Life.